# John Lauridsen
John Mikkelsen Lauridsen (* 2. dubna 1959 Ribe) je bývalý dánský fotbalista. Hrál nejčastěji na pozici ofenzivního záložníka.
Od roku 1979 hrál nejvyšší dánskou soutěž za Esbjerg fB, s nímž získal v roce 1979 mistrovský titul. V roce 1982 přestoupil do španělského klubu RCD Espanyol. V roce 1987 s ním obsadil třetí místo ve španělské lize a postoupil do finále Poháru UEFA 1987/88. V letech 1988 až 1990 působil v CD Málaga, pak se vrátil do Esbjergu, kde byl do roku 1992, v závěru kariéry hrál v nižších soutěžích za Bramming Boldklub.
Za dánskou reprezentaci v letech 1981 až 1988 odehrál 27 utkání a vstřelil tři branky. Zúčastnil se mistrovství Evropy ve fotbale 1984, kde Dánové získali bronzové medaile. Skóroval v utkání proti Jugoslávii, které jeho tým vyhrál 5:0.
Po ukončení fotbalové kariéry si našel práci v dopravní společnosti Blue Water Shipping, kde uplatnil svoji znalost španělštiny.